# Старые Зятцы
Ста́рые Зя́тцы (удм. Тыло, Вуж Ӟатча) — село в Якшур-Бодьинском районе Удмуртии, центр муниципального образования «Старозятцинское». Третий по величине населённый пункт района после Якшур-Бодьи и Чура.

## Этимология
Название Зятцы происходит от удм. Ӟатча, что, в свою очередь, является именем воршуда. Прилагательное Старые добавилось позже, когда в 12 км от Зятц появилось поселение Новые Зятцы. Такое название населённый пункт получил во времена правления императрицы Елизаветы Петровны в 1752 году.
Одно из прежних употреблявшихся названий села — Старое Село — сейчас сохранилось в гидрониме Старосельский пруд. Оно несёт ту же смыслоразличительную функцию: отличает Старые Зятцы от Новых. Другое название — Христорождественское — было дано селу по названию первой деревянной церкви.

## Физико-географическая характеристика
Географическое положение
Село расположено на востоке Восточно-Европейской равнины, в междуречье Камы и Вятки. Оно находится в центральной части Удмуртской Республики в 45 км к северо-западу от районного центра — села Якшур-Бодья, в 12 км к югу от Новых Зятц, в 86 км от Ижевска, в 47 км от Игры, в 9 км по автодороге от Варавая.
Гидросфера
Старые Зятцы пересекают две речки — Ушнетка и её приток Лынвайка. На окраинах села расположены Дубровский и Старосельский пруды.

## История
Селение Зятцы возникло в конце XVI века как небольшая удмуртская деревня. Село входило в состав Узинской волости Малмыжского уезда Вятской губернии. В 1826 году Старые Зятцы утратили статус села и вернули его лишь 14 июня 1863 года. В 1924 году в состав Старозятцинской волости вошли Узинская и Христорождественская волости Селтинского уезда. В 1935—1963 годах Старые Зятцы были центром Старо-Зятцинского района.

## Население
| 1959 | 2010  | 2012  |
| ---- | ----- | ----- |
| 1675 | ↘1304 | ↗1315 |

Национальный состав
Коренным населением не только Старых Зятц, но и данной местности в целом, являются удмурты. Русские пришли сюда во второй половине XVI века после падения Казани. Сейчас в Старых Зятцах удмурты составляют около 52 % населения, русские — около 48 %, прочих национальностей — менее 0,5 %.

## Русская православная церковь
Большинство жителей исповедуют православие. Коренное население — удмурты — было полностью обращено в православие к XIX веку.
Старозятцинский приход был открыт около 1751 года. В 1756 году была построена первая деревянная церковь, которая делилась на тёплую и холодную с прирубленным шестиугольным алтарём. Холодная церковь была освящена 12 декабря 1762 года в честь Рождества Христова, что дало церкви название Христорождественской. Тёплая церковь была освящена гораздо позже, 20 декабря 1785 года, в честь Архангела Михаила. С 1826 по 1863 год, во время утраты Старыми Зятцами статуса села, деревня была приписана к приходу села Узи. Богослужения возобновились в старой деревянной Христорождественской церкви сразу с возвращением утраченного статуса.
26 сентября 1863 года было начато строительство новой деревянной церкви, освящённой 3 октября 1865 года во имя Введения Пресвятой Богородицы. В 1866 году в связи с полным завершением её строительства старая Христорождественская церковь была перенесена на кладбище и обращена в часовню. Однако 15 июня 1878 года Введенско-Богородицкая церковь сгорела. Старая Христорождественская церковь была отремонтирована и вновь освящена 16 июля 1878 года. Она использовалась вплоть до освящения каменного храма 28 сентября 1878 года.
Строительство каменного храма было начато с указа от 31 января 1874 года. Церковь была построена на средства елабужского купца Фёдора Григорьевича Чернова и прихожан. Правый придел церкви был освящён 28 сентября 1878 года в честь Святых Афанасия и Кирилла Александрийских. Церковь получила название Афанасие-Кирилловской, но 11 ноября 1893 года была переименована в Казанско-Богородицкую, так как в честь Казанской иконы Божьей Матери был освящён главный — средний — придел церкви. Левый придел был освящён 14 ноября 1895 года в честь Великомученицы Параскевы. Христорождественская же стала приписной кладбищенской церковью при Казанско-Богородицкой. Самая красивая и величественная в округе Казанско-Богородицкая церковь была закрыта 10 августа 1938 года.
По просьбам верующих села и близлежащих деревень в доме, где ранее проживал местный протоиерей Михаил Иванович Шерстенников, 30 сентября 1992 года был открыт молитвенный дом. Этот дом находится через дорогу от когда-то действующего храма. На открытии молитвенного дома присутствовали жители Старых Зятц и округи, прихожане из соседнего Игринского района и работники местной районной газеты.
В 2010 году в центре села была построена Церковь Троицы Живоначальной.

## Инфраструктура
В селе работает 1 средняя общеобразовательная школа на 330 мест и 1 коррекционная школа-интернат, имеется детский сад на 90 мест. В Старых Зятцах работает библиотека. В селе имеются Дом культуры (клуб) и Сельский совет. Краевед Василькова Г. Х. организовала при сельской библиотеке музей, который позже был перенесён в сельский клуб. Она собрала для музея экспонаты и оформила несколько стендов об истории села, о ветеранах войны и труда, о сельских участниках боевых действий в «горячих точках» страны.
В Старых Зятцах имеется 1 участковая больница с дневным пребыванием, которая обслуживает всё 13 населённых пунктов муниципального образования «Старозятцинское». Кроме прочего, работают отделение связи, ООО «Агрохим» и администрация крупнейшего в Якшур-Бодьинском районе СПК «Старозятцинский». Старозятцинское кладбище находится на востоке села, по дороге в деревню Лынвай.
- Достопримечательности
- Разрушенная Казанско-Богородицкая церковь
- Бывшая церковно-приходская школа
- Памятник борцам за советскую власть
- Братская могила коммунистов, убитых кулаками
- Пруд в селе
- Жилые дома
- Фермерские хозяйства